# Amanda González
Amanda González Gutiérrez (Santander, Cantabria, 21 de enero de 1979) es una exjugadora española de hockey sobre hierba que disputó los Juegos Olímpicos de Sídney 2000 con la selección española.

## Trayectoria

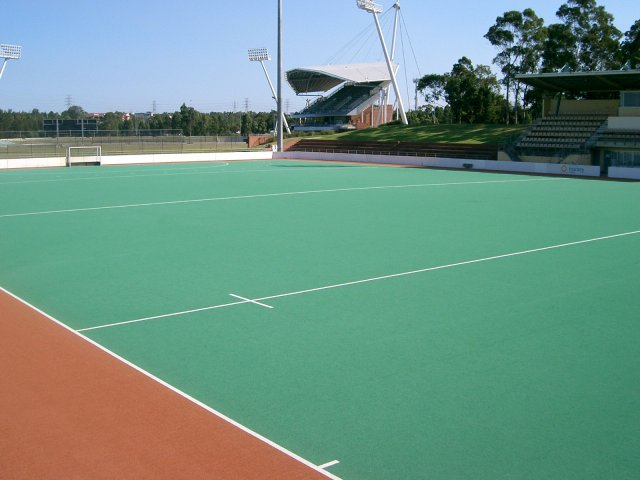
Centro de Hockey de Sídney, donde se disputaron los Juegos Olímpicos.

Participó en los Juegos Olímpicos de Sídney 2000 y durante varios años perteneció a la disciplina de la Selección de hockey sobre hierba de España. En Sídney 2000, y con Marc Lammers de entrenador, estaban encuadradas en el grupo C. Se enfrentaron a Australia, Argentina, Corea del Sur y Reino Unido, ganando un partido (Argentina), empatando dos y perdiendo el otro (Reino Unido). Tras esa fase de liga se disputó otra para luchar por las medallas, en la cual quedaron cuartas tras Países Bajos, Argentina y Australia. Con dicho resultado pasaron directamente a disputar la medalla de bronce a las neerlandesas, pero perdieron el partido por 2-0. Disputó un total de ocho encuentros.
También disputó con la selección el Campeonato Europeo de Hockey sobre Hierba de 1999 en Padua, Italia, en el cual terminaron en quinto lugar. También disputó el Campeonato Mundial de Hockey sobre Hierba de 2002 celebrado en Perth, Australia, y en el cual terminaron como octavas clasificadas, consiguiendo entrar en el Champions Challenge de 2003. A nivel nacional ha participado en la Liga de Hockey Hierba Femenino, en la Copa de la Reina de Hockey Hierba, y en otras competiciones nacionales e internacionales. Jugó varios años en el Sardinero Hockey Club.

## Vida personal
En 2007 se casó con Fernando Porres Goya en la iglesia del Sagrado Corazón de Jesús de Santander.